# Keo Soksela
Keo Soksela (ur. 1 sierpnia 1997 w Phnom Penh) – kambodżański piłkarz, grający na pozycji bramkarza. Zawodnik Visakha FC. Reprezentant Kambodży.

## Sukcesy

### Phnom Penh Crown FC
- Mistrz Kambodży: 2015

### Visakha FC
- Puchar Kambodży: 2021[3]